# Велика Житомирська, 38
Кам'яни́ця № 38 — колишній прибутковий будинок, розташований у Києві, на Великій Житомирській вулиці.
За визначенням дослідників, будинок — один з найкращих зразків київського неоренесансу кінця ХІХ сторіччя. Розписаний муралом.

## Історія ділянки

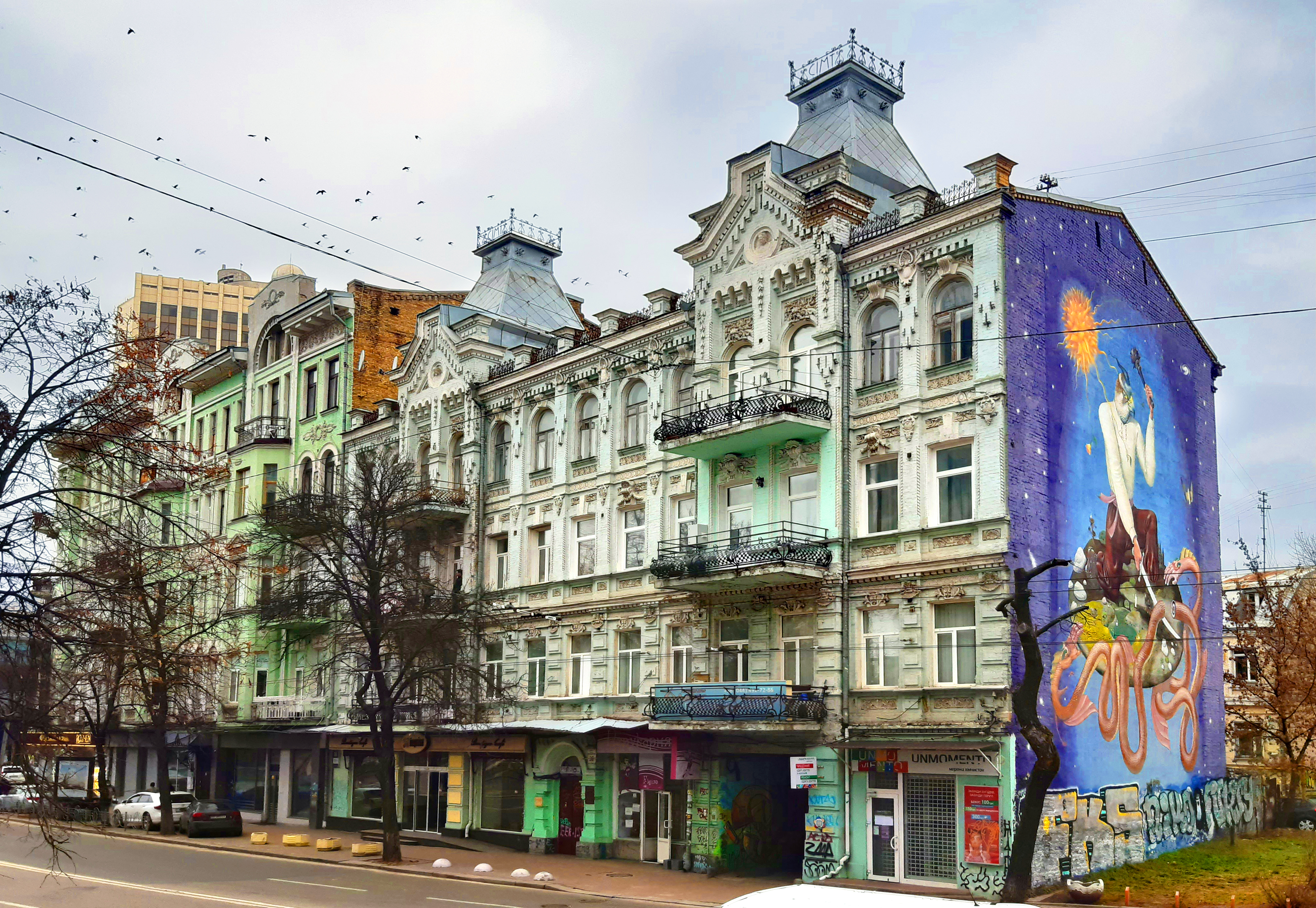
Будинок розписаний муралом

Станом на 1882 рік садиба належала Афіногену Сопоцинському. Близько 1899 року її придбав селянин Дмитро Коляда (Колядин). У 1905 і 1914 роках її власником значився барон Вульф Кусель.
Наприкінці ХІХ сторіччя на ділянці стояла одноповерхова дерев'яна будівля із крамницею. У 1899—1900 роках за проєктом архітектора Володимира Ніколаєва звели прибутковий будинок.
Близько 1922 року садибу націоналізували більшовики. 
На першому поверсі розміщені крамниці.

## Архітектура

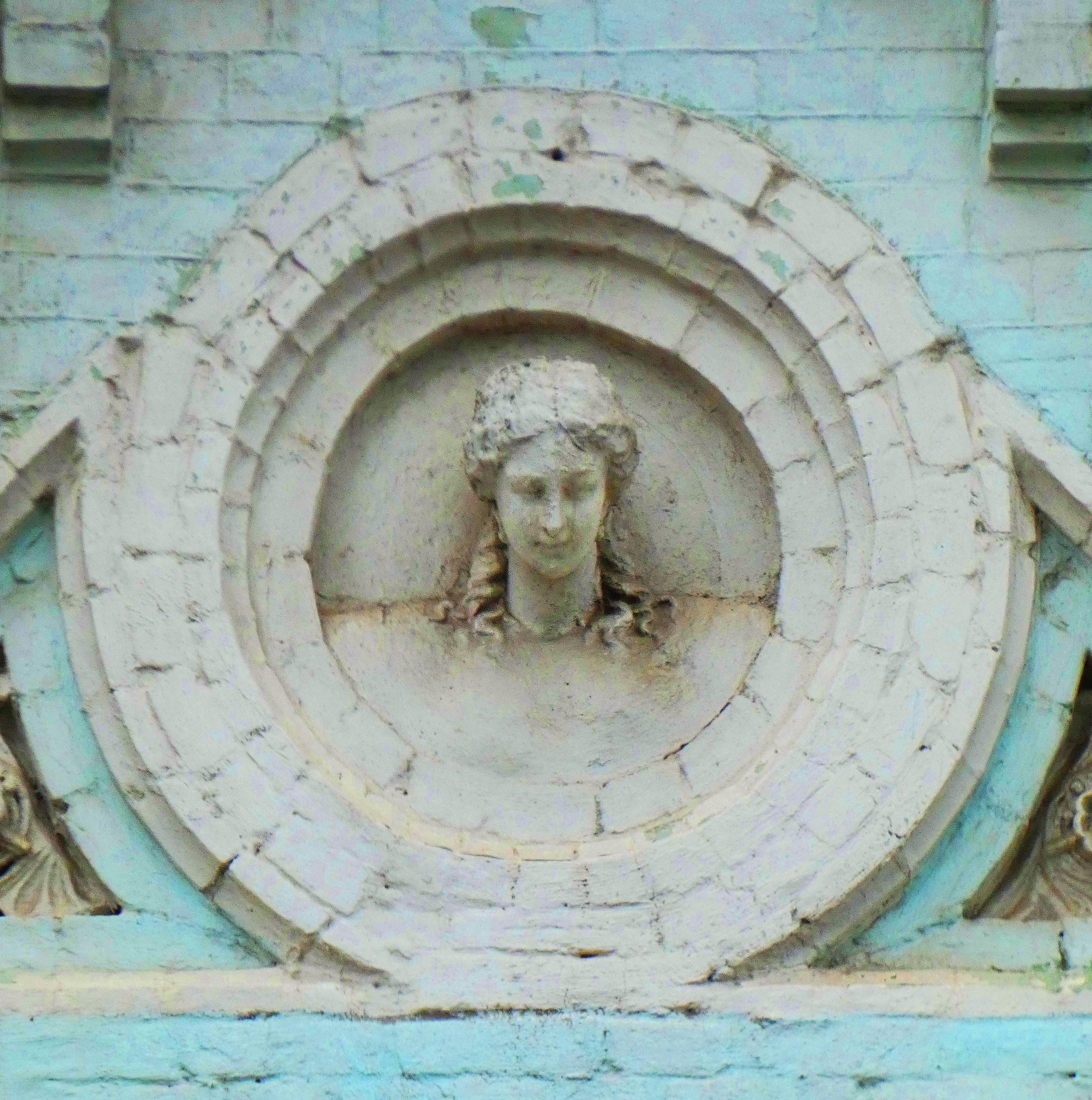
Декор

Чотириповерхова, цегляна, односекційна, Т-подібна у плані кам'яниця має симетричну композицію. Чоловий фасад акцентовано бічними ризалітами. Їх увінчують трикутні фронтони з вежами у формі зрізаних пірамід, виконаних у стилі французького ренесансу XVI сторіччя.
На нижньому поверсі — великі вітрини й бічний проїзд. На другому і третьому поверхах розміщені прямокутні віконні прорізи, а на четвертому — аркові. Вікна декоровані замковими каменями з гіпсовим декором. Парадний вхід має аркове завершення.
Фасад оздоблений пишною пластикою, цегляним декором і гіпсовим орнаментом у стилі ренесансу. У круглі ніші фронтонів вставлені скульптурні голівки. Балкони прикрашені первісними опуклими ажурними ґратами.

## Мурали

«Старе місто»
«Святий Юрій»

Першим муралом на будинку був 3D-стінопис «Старе місто», який створила команда «Spray Way» на замовлення компанії «Перша приватна броварня». Коли термін контракту на розміщення реклами сплив, все зображення мали зафарбувати, щоправда, стерли лише назву фірми. Після цього, за словами художника Ярослава Єфремова, майже ніхто навіть не здогадувався, що на муралі рекламується пиво.
2014 року за розпорядженням Шевченківської райадміністрації рекламу затинькували, що викликало обурення у громадськості. А координатор проєктів Французького інституту в Україні Олег Соснов обрав цей будинок для іншого муралу. Він запросив вуличних художників Олексія Бордусова (Аес) і Володимира Манжоса (Waone) з «Інтересних Казок». Бордусов взявся за «Святого Юрія» на Великій Житомирській,38, а Манжос — за «Час змін» на Стрілецькій, 6. 15 жовтня 2014 року киянам уже представили мурал «Святий Юрій».
Митці виконали роботу під впливом тогочасних подій, зокрема анексії Криму й війни на Донбасі. Олексій Бордусов пояснював: «Сюжет моєї роботи відображає події в країні і символізує боротьбу добра зі злом в цілому. Це — інтерпретація класичного образу боротьби зі змієм. Змій в даному контексті — всі ті біди, які випали на нашу землю — агресія внутрішня і зовнішня, ненависть, війна та її жертви». Володимир Манжос заявив, що вони висловили свій погляд на ситуацію в Україні.
Олег Соснов зазначив, що весь проєкт коштував близько 170 тисяч гривень. Фарбою забезпечив спонсор — компанія Sadolin. Решта покрилась коштом ініціаторів проєкту.

Графіті у проїзді